# Eugen Lunde
Eugen Lunde (Christiania, 28 juni 1898 – Oslo, 17 juni 1963) was een Noors zeiler.
Lunde won tijdens de Olympische Zomerspelen 1924 de gouden medaille in de 6 meter klasse.
Veel van Lunde zijn nakomelingen waren atleten en kwamen uit op de Olympische Spelen. Lunde zijn zoon Peder won samen met zijn vrouw Vibeke de zilveren mediadille in de 5,5 meter klasse tijdens de 1952. De zoon van Peder en Videke hun zoon Peder won in 1960 de gouden medaille in de drakenklasse. Peder Lunde Jr. zijn dochter Jeanette Lunde nam tijdens de Olympische Spelen zowel deel aan het zeilen en aan het alpine skiën. 

## Olympische Zomerspelen
| Jaar | Plaats | Resultaten     |
| ---- | ------ | -------------- |
| 1924 | Parijs | 6 meter klasse |

1908: Charles Crichton / Gilbert Laws / Thomas McMeekin ·
1912: Amédée Thubé / Gaston Thubé / Jacques Thubé
1920 (model 1907): Frédéric Bruynseels / Émile Cornellie / Florimond Cornellie ·
1920 (model 1919): Andreas Brecke / Paal Kaasen / Ingolf Rød ·
1924: Christopher Dahl / Eugen Lunde / Anders Lundgren ·
1928: Erik Anker / Johan Anker / Håkon Bryhn / Olaf van Noorwegen ·
1932: Olle Åkerlund / Åke Bergqvist / Martin Hindorff / Tore Holm ·
1936: Miles Bellville / Christopher Boardman / Russell Harmer / Charles Leaf / Leonard Martin ·
1948: Alfred Loomis / Michael Mooney / James Smith / James Weekes / Herman Whiton ·
1952: Everard Endt / John Morgan / Eric Ridder / Julian Roosevelt / Emelyn Whiton / Herman Whiton